# São Francisco de Paula (Rio Grande do Sul)
São Francisco de Paula is een gemeente in de Braziliaanse deelstaat Rio Grande do Sul. De gemeente telt 22.503 inwoners (schatting 2009).

## Aangrenzende gemeenten
De gemeente grenst aan Bom Jesus, Cambará do Sul, Canela, Caxias do Sul, Itati, Jaquirana, Maquiné, Monte Alegre dos Campos, Praia Grande, Riozinho, Rolante, Taquara, Três Coroas en Três Forquilhas.